# 高橋正雄 (宗教家)
高橋 正雄（たかはし まさお、1887年5月5日 - 1965年5月25日）は宗教家、哲学者、教育者。
金光教第二世代の代表的人物。金光教学院長として数多くの若者を育てるとともに、金光教教監（現在の教務総長に相当する役職）として現在の金光教団の基礎を確立し、現在の金光教に続く結界取次を中心とする人間の生き方や、ゆるやかで自己内省的な教義を広めた。

## 来歴
- 1887年 - 岡山県井原市に生れる。金光教の三直信である佐藤範雄の親友高橋茂久平の長男で、金光中学を経て、1908年、早稲田大学哲学科卒業。その後、研究生として一年間早稲田に在籍する。その間に金光教青年会を組織した。

- 1910年 - 金光教教師となる。この年から翌年にかけて教祖御略伝編纂委員会の資料調査にあたる。この記録が後に金光教教典と金光教祖の伝記の資料となった。

- 1912年 - 金光教の新聞創刊に携わり、財団法人になる「金光教徒社」を佐藤一夫らと設立。翌1913年「金光教徒」（現在の「金光新聞」の前身）を刊行する。

- 1917年 - 一燈園の西田天香が金光教本部に来た際に面談し、信仰と生活において自らを観察し省みる修行を木綿崎山中の小屋で行う。

- 1918年 - 現在のNPOの先駆けとなる非営利企業「備中大谷製麺株式会社」の設立に携わり、吉備乃家の藤井新（ふじい あらた）と共に「新生舎」という合宿所を営み、修行と奉仕の生活をおくる。

- 1926年 - JOBKで講話を放送、金光教におけるラジオ放送の先駆けとなる。

- 1935年 - 金光教団の瓦解の危機であった「昭和9年10年事件」において、金光教教監に任命され、後に「教団自覚運動」と名付けられる金光教の信仰形態の確定に尽力。（在職6年間）

- 1951年 - 再度金光教教監に任命(1954年まで）、翌1952年、金光教学院長にも併せて任命される。

- 1963年 - 金光教教主金光攝胤死去に伴い、信仰の柱として金光教教監に任命され、教主の葬儀を執り行い、新教主金光鑑太郎を補佐する。

- 1964年 - 前金光教教主夫人金光キクヨ死去、葬儀を執り行う。

- 1965年 - 死去。（教監在籍3回、通算10年10ヶ月）教主に準じた金光教葬にて葬儀は行われた。

## 著作
- 『修徳余録』弥高舎　1912
- 『信心とおかげ』教友会　1913
- 「道を求めて」（1917年）
- 『信者』宗徳書院　1925
- 『声』高橋重美編　新生舎パンフレット 1926
- 『断片語』高橋重美編　新生舎　1926
- 『道を求めて』篠山書房　1926
- 『私の願』篠山書房　1926
- 『座談』篠山書房　1927
- 『ぬすみなき世界』高橋重美編　新生舎出版部　1927
- 『素』篠山書房　1927
- 『対話』篠山書房　1928
- 『ひとりごと』篠山書房　1928
- 『生のよろこび 道話と詩』篠山書房　1929
- 『一筋のもの』篠山書房　1929
- 『神に語る』篠山書房　1930
- 「金に好かれる話」（1930年）
- 『無より』篠山書房　1930
- 『にい芽 附・自画像』篠山書房　1931
- 『仕事』篠山書房　1932
- 『人』篠山書房　1932
- 『仕合せへの道 他力信心と自力更生』あかるね会　1933
- 『物』篠山書房　1933
- 『我を救へる教祖』（1933年）
- 「夫婦道」篠山書房（1934年)
- 『言葉』篠山書房　1934
- 『悩みはとける』野中轍共著　あかるね会　1934
- 『信仰と経済』光りへ社　1936
- 『道の立前』つぼみ社　1936
- 『信心』篠山書房　1937
- 『家庭について 願を中心として』生の会事務所　1955
- 『「金光大神」を頂いて』金光教本部教庁　1958-59
- 『高橋正雄著作集』全6巻 高橋正雄著作集刊行会　1966-69

第1巻 (道を求めて) 1966
第2巻 (人・仕事・物)　1967
第3巻 (一筋のもの)　1967
第4巻 (夫婦道)　1968
第5巻 (われを救える教祖)　1968
第6巻 (金に好かれる話)　1969
- 『金に好かれる話 生誕100年記念高橋正雄著作選集』高橋信地郎編　1987

## 参考資料
- 高橋正雄著作集 第六巻「金に好かれる話」（発行 金光教徒社1969年 NDC 178.7 ）等